# René de Buxeuil
René de Buxeuil, de son nom de naissance Jean-Baptiste Chevrier, est un compositeur et chansonnier français, né à Buxeuil au lieu-dit Plancoulaine le 4 juin 1881 et mort à Paris le 16 juillet 1959.

## Biographie
Les parents de René de Buxeuil tiennent le bistro Les prévoyants de l'avenir à La Haye-Descartes. En 1892, un camarade tire accidentellement un coup de carabine à plombs. Il reçoit la décharge dans les yeux. Devenu aveugle, il est placé à l'Institut national des jeunes aveugles, à Paris, où on lui enseigne la musique. Il obtient les premiers prix d'harmonie, de piano et de clarinette. Il commence à écrire des chansons qu'il interprète lors des fêtes scolaires ou dans le café de ses parents.
Il fait choix de son nom de scène tant pour honorer son lieu de naissance (Buxeuil, lieu-dit de Plancoulaine, tout proche de Descartes), que pour être le troisième René de renom — après René Descartes et René Boylesve — issu de la région de Descartes, commune de Touraine.
Jeune homme, Buxeuil fréquente le Bijou-Concert et croise les chansonniers montmartrois Xavier Privas, Paul Delmet et Eugène Lemercier. Il écrit plusieurs chansons liées à l'actualité et aux hommes politiques, puis il découvre les cafés-concerts. Il s'y produit et rencontre ses premiers interprètes. Pour gagner sa vie, il accompagne au piano les films muets et donne des cours de chant. L'une de ses élèves vers 1909 connaît la gloire sous le nom de Damia.
Avant la guerre, il fréquente le quartier Montparnasse. Au théâtre de la Gaité, il rencontre Georgel qui lui chante quelques titres. Il chante également chez Gabriel Montoya à Montmartre et fonde Les Loups, une société littéraire où se côtoient Jehan Rictus, Gaston Couté, Alexandre Steinlen, Émile Verhaeren ou encore Adolphe Willette. Il signe ses premiers succès interprétés par Junka dont L'âme des violons, Ferme tes jolis yeux, etc.
Pendant la Première Guerre mondiale, il organise un Théâtre aux Armées et part chanter sur le front.
Après la guerre, il écrit pour Berthe Sylva et pour la revue du Palace le succès L'âme des roses.
En avril 1925, il emploie le tout jeune Jean Genet. Ce dernier lui cause mille misères. Alors qu'il a dilapidé l'argent des commissions, Buxeuil porte plainte. Genet est emprisonné à Mettray pendant deux ans et demie. L'écrivain évoque cette incarcération dans son Journal du voleur (1949). Selon un biographe de Jean Genet, René de Buxeuil composait des chansons antisémites pour les Camelots du Roi.
Il dirige ensuite ses propres éditions musicales.
En 1933, René de Buxeuil apparaît dans un film d'actualités "Eclair-Journal" où il accompagne à l'accordéon la chanteuse réaliste Eugénie Buffet lors de la remise de sa décoration de Chevalier de la Légion d'Honneur.
Membre de l'Action française, il est l'auteur de la musique de son hymne La Royale, et de nombreuses autres chansons royalistes. En 1938, il écrit pour Maryse Martin (1906-1984), la chanson Ô mon Morvan, second hymne du Morvan.
En 1948, Buxeuil crée l'Union générale des auteurs et musiciens professionnels aveugles. Elle promeut les artistes aveugles ou malvoyants en organisant des concerts ou en publiant des disques, soutient la transcription de partitions en braille. Cette association perdure après la mort du compositeur et édite Antigone, une revue bimestrielle diffusée en braille et sous format électronique,.
René de Buxeuil meurt d'une crise cardiaque le 16 juillet 1959 à l'hôpital Saint-Joseph de Paris et est inhumé au cimetière du Père-Lachaise (1re division),.

## Famille
René de Buxeuil épouse le 11 octobre 1906 Jeanne Lange puis après son divorce en 1920, il se marie le 18 mai 1921 avec Lucienne Gachot.

## Œuvres
- René de Buxeuil, Un demi-siècle en chantant, 1955, chez l'auteur.
- J'ai tout donné pour toi, paroles de A. Waseige, musique de René de Buxeuil.
- Quand tout sera fini, chantée par René de Buxeuil.
- Ferme tes jolis yeux, chanson écrite par René de Buxeuil et Virgile Thomas en 1913.
- Son Amoureux, paroles de P. Alberty, musique de René de Buxeuil (Éd. Delormel), 1910-1920
- Ô mon Morvan, 1938.

### Distinctions
- Chevalier de la Légion d'honneur.
- Chevalier de l'ordre de Léopold II (Belgique)
- Officier de l'ordre de la Couronne de chêne (Luxembourg).
- Officier d'académie.
- Médaille de la Reconnaissance française, argent au titre de la Résistance.
- Chevalier de l'ordre équestre du Saint-Sauveur du Mont-Réal.